# Elegant Machinery
Elegant Machinery es una banda sueca de synth pop y electropop. Es uno de los pocos grupos posteriores a la década de 1980 que crea synth pop con un estilo tradicional. el nombre de esta banda Elegant Machinery significa , Maquinaria Elegante
Junto a grupos como Page, S.P.O.C.K, Sista Mannen På Jorden y KieTheVez definen el sonido del movimiento synth pop sueco.

## Historia
Fuertemente influenciados por proyectos musicales como Yazoo, The Human League y Depeche Mode, Richard Jomshof y Leslie Bayne fundan una banda en 1988 bajo el nombre de Pole Position. 
Un año más tarde, Robert Enforsen se une al grupo como vocalista principal, con el que lanzaron una primera maqueta y además cambiaron su nombre a Elegant Machinery, derivado del título del álbum de la agrupación synth pop británica de los años 80 y 90 DATA.
En 1991 el grupo lanza el álbum Degraded Faces, y un año más tarde Johan Malmgren, un músico que acompañaba al grupo en las giras, se une oficialmente a la banda.
El grupo fue muy popular en Suecia y el resto de Escandinavia, con numerosos y exitosos sencillos, y varios premios. En el resto de Europa su mayor éxito fue el tema Process, el cual alcanzó el número 5 en las listas de éxitos de España.
El grupo se disolvió en 1999. 
En 2001 se reúnen por primera vez para dar una presentación en Estados Unidos y México. A continuación, la banda hizo una gira por Europa. Estos conciertos tuvieron una significante acogida.
En 2005 la banda se reconformó y grabaron un nuevo álbum en 2008, el último hasta la fecha.

## Miembros
- Johan Malmgren.
- Robert Enforsen.
- Leslie Bayne.
- Richard Johansson.

## Discografía

### Álbumes
- Degraded Faces (1991).
- Shattered Grounds (1993).
- Yesterday Man (1996).
- A Soft Exchange (2008).

### Sencillos
- Safety in Mind (1991).
- Process (1992).
- Hard to Handle (1993).
- Repressive Thoughts (1994).
- Watching You (1995).
- Fading Away (1998).
- Words of Wisdom (1998).
- Out of Line (2008).
- Feel the Silence (2008).

### Recopilaciones
- A Decade of Thoughts (1998).